# Simon Langton
Simon Langton (Amersham, 5 novembre 1941) è un regista e produttore televisivo britannico.

## Biografia
Dopo aver diretto numerose serie televisive negli anni settanta, nel 1982 ottiene la candidatura al Premio Emmy e al Premio BAFTA per la regia della trasposizione televisiva del romanzo Tutti gli uomini di Smiley di John le Carré. Vincerà il BAFTA solo nel 1989 per la serie Mother Love interpretata da Diana Rigg. Nel 1996 ottiene un'altra candidatura per Orgoglio e pregiudizio, serie televisiva in 6 puntate sceneggiata da Andrew Davies e con protagonisti Colin Firth e Jennifer Ehle.
Dirige diversi episodi di serie televisive, tra cui Giardini e misteri e L'ispettore Barnaby.
È figlio dell'attore David Langton, noto per aver interpretato Richard Bellamy nella serie televisiva Su e giù per le scale. Simon ha diretto il padre nel film Investigazione letale (1986) con Michael Caine, e in The Good Guys (1992).

## Filmografia

### Regista

#### Cinema
- Investigazione letale (The Whistle Blower) (1986)

### Televisione
- Dr. Finlay's Casebook - serie TV, episodio 8x15 (1970)
- Paul Temple - serie TV, episodio 3x10 (1971)
- Barlow at Large - serie TV, episodio 1x01 (1971)
- Softly Softly: Task Force - serie TV, 4 episodi (1970-1971)
- The Befrienders - serie TV, episodi 1x03-1x08 (1972)
- The Man Outside - serie TV, episodi 1x02-1x05 (1972)
- No Exit - serie TV, episodi 1x03-1x05 (1972)
- Dead of Night - serie TV, episodio 1x03 (1972)
- Thirty-Minute Theatre - serie TV, episodio 8x21 (1973)
- The Pearcross Girls - serie TV, 4 episodi (1973)
- Menace - serie TV, episodio 2x08 (1973)
- The ITV Play - serie TV, 1 episodio (1974)
- Dial M for Murder - serie TV, episodi 1x02-1x04 (1974)
- A caccia dell'invisibile (Microbes and Men) - serie TV, episodi 1x04-1x05 (1974)
- Intimate Strangers - serie TV, episodi 1x08-1x10 (1974)
- Investigatore offresi (Public Eye) - serie TV, episodio 7x07 (1975)
- You're on Your Own - serie TV, episodio 1x01 (1975)
- Su e giù per le scale (Upstairs, Downstairs) - serie TV, episodi 5x09-5x15 (1975)
- Widowing of Mrs. Holroyd - film TV (1976)
- Seven Faces of Woman - serie TV, episodio 2x02 (1977)
- Supernatural - serie TV, 4 episodi (1977)
- La duchessa di Duke Street (The Duchess of Duke Street) - serie TV, 5 episodi (1976-1977)
- Love for Lydia - serie TV, episodio 1x09 (1977)
- Do You Remember? - serie TV, episodio 1x01 (1978)
- Rebecca - miniserie TV, 4 episodi (1979)
- Danger UXB - serie TV, episodio 1x11 (1979)
- Il brivido dell'imprevisto (Tales of the Unexpected) - serie TV, episodi 1x02-1x09 (1979)
- Thérèse Raquin - miniserie TV, episodi 1x01-1x02-1x03 (1980)
- ITV Playhouse - serie TV, 4 episodi (1979-1980)
- I Remember Nelson - serie TV, 4 episodi (1982)
- Tutti gli uomini di Smiley (Smiley's People) - miniserie TV, 6 episodi (1982)
- Shades of Darkness - serie TV, episodio 1x04 (1983)
- The Lost Honor of Kathryn Beck - film TV (1984)
- Anna Karenina - film TV (1985)
- Il veneziano - Vita e amori di Giacomo Casanova (Casanova) - film TV (1987)
- Laguna Heat - film TV (1987)
- Mother Love - miniserie TV, 4 episodi (1989)
- Jeeves and Wooster - serie TV, 6 episodi (1991)
- The Good Guys - serie TV, episodi 1x02-1x03-1x06 (1992)
- Headhunters - serie TV, episodi 1x01-1x02-1x03 (1994)
- The Cinder Path - miniserie TV, episodi 1x01-1x02-1x03 (1994)
- Orgoglio e pregiudizio (Pride and Prejudice) - miniserie TV, 6 episodi (1995)
- Terra proibita (Forbidden Territory: Stanley's Search for Livingstone) - film TV (1997)
- Nancherrow - miniserie TV (1999)
- The Scarlet Pimpernel - serie TV, episodi 2x02-2x03 (2000)
- Murder Rooms: Mysteries of the Real Sherlock Holmes - miniserie TV, episodio 2x03 (2001)
- Poirot - serie TV, episodio 9x04 (2004)
- Giardini e misteri (Rosemary and Thyme) - serie TV, 8 episodi (2004-2006)
- Diamond Geezer - miniserie TV, episodio 1x03 (2007)
- Foyle's War - serie TV, episodio 5x02 (2008)
- L'ispettore Barnaby (Midsomer Murders) - serie TV, episodi 14x02-14x06 (2011)